# 邪恶企业

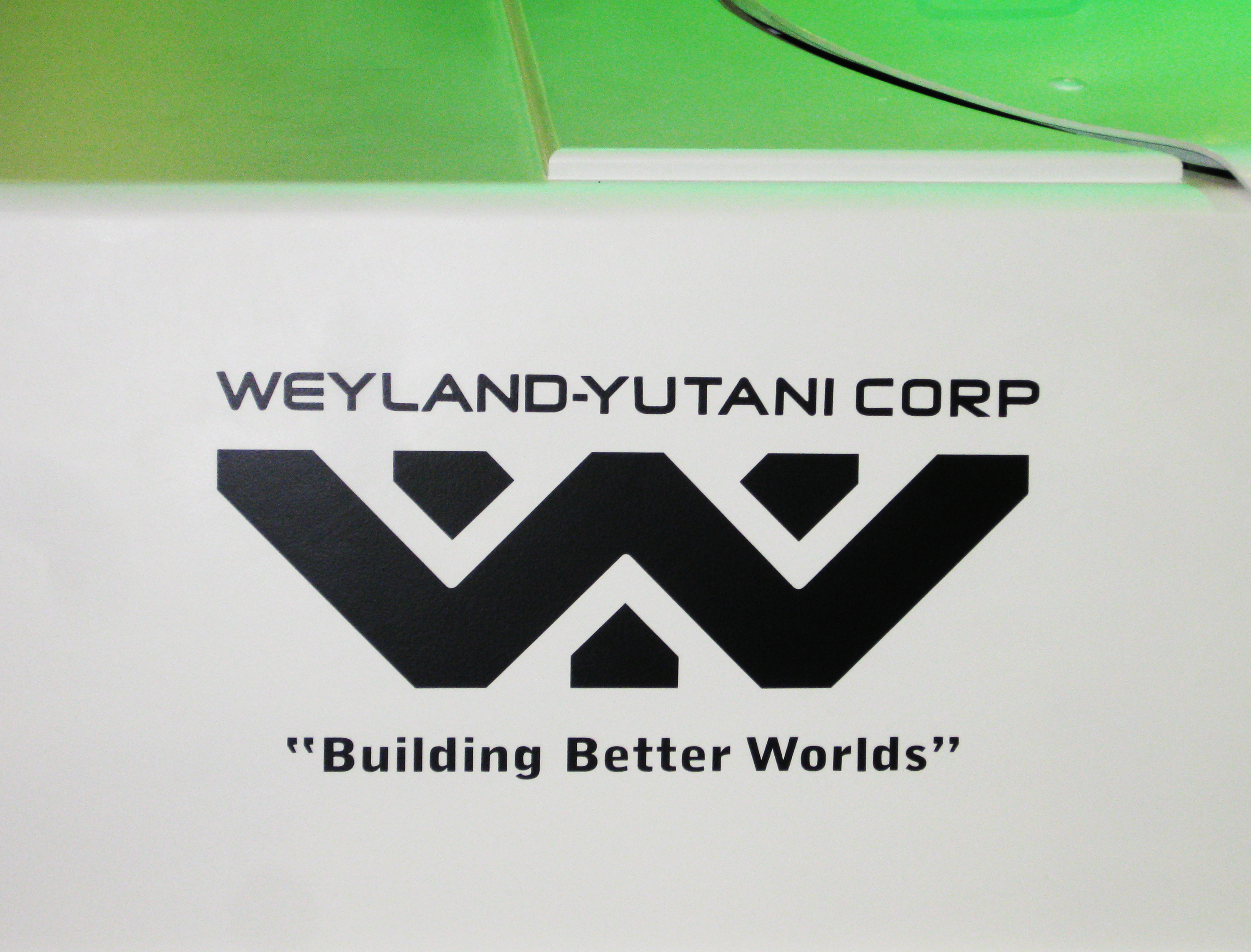
《异形》系列中的虚构邪恶企业韦兰-汤谷公司的标志和口号

邪恶企业是流行文化或科幻领域中的一种概念，它将某些强大的公司描绘成为了给股东赚钱或某取影响力而忽视社会责任甚至不择手段达成目的利益集团。

## 在文化作品中

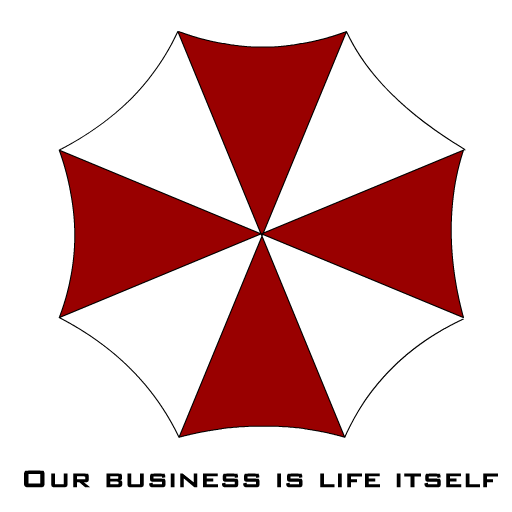
《生化危机》系列中的虚构邪恶企业安布雷拉的标志和口号

“邪恶企业”的概念"深深植根于当代文化景观中-包括电影，小说，游戏等。科幻小说最早以这种反乌托邦的眼光来描绘未来的公司。
邪恶企业可以被视为代表着将资本主义与更大的傲慢相结合的危险存在。

## 在现实世界中
在现实世界中，一些公司因不道德或垄断行为等原因而被指责为邪恶企业。为了规避这种指控，谷歌在其历史上的某个时间段曾出台官方座右铭"不作恶"。
《关于企业社会责任的辩论》写道："对于许多消费者来说，沃尔玛是邪恶企业的原型，但在商店里以低价购物的数额创下了纪录。
在日本，一个由记者和维权人士组成的委员会每年都会向一家有着"工作过度、歧视和骚扰文化"的公司颁发年度"企业覆盆子奖"，这被称为年度最邪恶公司奖（又称黑人公司奖）。